# Joseph-Berlioz Randriamihaja
Joseph-Berlioz Randriamihaja (ur. 30 listopada 1975) – madagaskarski lekkoatleta specjalizujący się w biegach płotkarskich.
W pierwszych latach kariery uprawiał dziesięciobój jednak od 1999 startuje wyłącznie w biegach przez płotki. Trzykrotny uczestnik igrzysk olimpijskich - Sydney 2000, Ateny 2004 i Pekin 2008. We wszystkich olimpijskich występach nie odniósł sukcesów. Pięć razy, bez powodzenia, brał udział w mistrzostwach globu – Edmonton 2001, Paryż 2003, Helsinki 2005, Osaka 2007 oraz Berlin 2009. W 2000 roku zdobył złoto, a w 2002 oraz 2006 wywalczył srebrne medale mistrzostw Afryki w biegu na 110 metrów przez płotki. Trzykrotny medalista igrzysk afrykańskich (1999-2007). Rekord życiowy: bieg na 60 metrów przez płotki - 7,82 (29 stycznia 2005, Luksemburg); bieg na 110 m przez płotki - 13,46 (24 sierpnia 2004, Ateny); dziesięciobój - 6502 (3 września 1997, Antananarywa).